# Harrold (Dakota Południowa)
Harrold – miasto w Stanach Zjednoczonych, w stanie Dakota Południowa, w hrabstwie Hughes.